# Коста (Комо)
Коста је насеље у Италији у округу Комо, региону Ломбардија.
Према процени из 2011. у насељу је живело 99 становника. Насеље се налази на надморској висини од 341 м.